# Mihael Žužek
Miha(el) (Stojan) Žužek, slovenski katoliški duhovnik, jezuit, teolog in publicist, * 29. september 1923, Ljubljana, † 14. maj 2008, Ljubljana.

## Življenje in delo
Mihael Žužek, brat teologa Ivana Žužka, je po klasični gimnaziji v Ljubljani (1933–1941) stopil v Zagrebu v jezuitski noviciat (1941–1943), ter tam študidiral filozofijo na Filozofskem inštitutu Družbe Jezusove (1943–1946), in na Filozofsko-teološkem inštitutu Družbe Jezusove ter na teološki fakulteti (1946–1952), kjer je 1952 dosegel magisterij iz teologije. Leta 1951 je bil posvečen v duhovnika. V letih 1946–1948 je bil prefekt v dijaškem zavodu na Šalati v Zagrebu. Po vojaščini je bil na tretji redovni probaciji v Dubrovniku (1953–1954). Nato je služboval: 1954–1956 kot kaplan in 1956–1957 župni upravitelj v Brezju pri Poljčanah, 1957–1963 župni upravitelj v Radvanju. Leta 1963 je bil pobudnik za ustanovitev slovenskega distrikta jezuitskega reda (juzuitska provinca) in bil do 1969 njegov predstojnik, 1969–1976 ljudski misijonar v Dravljah, 1976–1984 župnik v Borovnici, nato publicist in voditelj komisije za družino, sprva v Dravljah, od 1986 pri sv. Jakobu v Ljubljani.
Bil je pobudnik Teološkega tečaja za laike na ljubljanski Teološki fakulteti. Žužkovo področje je bila pastoralna sociologija in družinska pastorala. Vodil je komisijo za oznanjevanje pri nadškofijskem pastoralnem svetu, organiziral tečaje za družine in študente, predaval na seminarjih in tečajih. Posvetil se je tudi raziskovanju doline loške Koritnice pri Logu pod Mangartom ter o tamkajšnih slapovih s sodelavci objavil knjigo Sto slapov v dolini Loške Koritnice (1998). Veliko člankov je objavil v časopisu Družina in reviji Cerkev v sedanjem svetu. Je avtor več knjig, med drugimi: Kristjanov dan (1970), Četrta dimenzija (1974), Vzvalovana bit (1989) Sredi vsega (1996), V njem živimo (1999). Uredil je priročnik Duhovnik in pastoralna sociologija (1965).